# Infiltrator (film)
Pour les articles homonymes, voir Infiltrator.
Pour plus de détails, voir Fiche technique et Distribution.
Infiltrator ou L'Infiltré au Québec (The Infiltrator) est un film américain réalisé par Brad Furman et sorti en 2016. Il est inspiré de l'histoire réelle de Robert Mazur, agent des douanes américaines (US Customs Service),,.
Le film reçoit des critiques globalement positives dans la presse mais ne rencontre pas de succès auprès du public.

## Synopsis
Robert « Bob » Mazur est un agent spécial expérimenté du United States Customs Service. Avec un « tableau de chasse » bien rempli, ses supérieurs décident de lui confier un défi de taille : démasquer 85 barons du clan de Pablo Escobar et une banque internationale impliquée dans le trafic, la Bank of Credit and Commerce International. Bob Mazur doit alors s'inventer une nouvelle identité, Bob Musella, ainsi qu'une vie de famille et un passé assez convaincants afin d'infiltrer le cartel de Medellín.

## Fiche technique
Sauf indication contraire, les informations mentionnées dans cette section peuvent être confirmées par la base de données cinématographiques IMDb,  présente dans la section « Liens externes ».
- Titre : Infiltrator
- Titre québécois : L'Infiltré[1]
- Titre original : The Infiltrator
- Réalisation : Brad Furman
- Scénario : Ellen Brown Furman, d'après l’autobiographie The Infiltrator de Robert Mazur
- Musique : Chris Hajian
- Direction artistique : Karen Wakefield
- Décors : Crispian Sallis
- Costumes : Dinah Collin
- Photographie : Joshua Reis
- Montage : Luis Carballar, Jeff McEvoy et David Rosenbloom
- Production : Paul M. Brennan, Brad Furman, Miriam Segal, Don Sikorski

Producteurs délégués : Bryan Cranston, Kate Fasulo, Cam Galano, Peter Hampden, Scott LaStaiti, Robert Mazur, Norman Merry, Jill Morris, Martin Rushton-Turner
Coproducteurs : Nicole Boccumini, Jess Fuerst, Matt Ruskin et Paula Turnbull
- Société de production : Good Films
- Sociétés de distribution : Broad Green Pictures (États-Unis), ARP Sélection (France)
- Budget : 47,5 millions de dollars[5]
- Pays de production :  États-Unis
- Langue originale : anglais (quelques dialogues en français et espagnol)
- Format : couleur
- Genre : Biopic, policer, drame et thriller
- Durée : 127 minutes
- Dates de sortie[6] : 
  - États-Unis : 13 juillet 2016
  - Canada : 12 août 2016
  - France : 2 septembre 2016 (festival de Deauville)
  - France : 7 septembre 2016
- Classification :
  - États-Unis : R-Restricted (interdit aux moins de 17 ans non accompagnées)
  - France : Tout publics avec avertissement lors de sa sortie en salles et déconseillé aux moins de 12 ans à la télévision

## Distribution
- Bryan Cranston (VF : Jean-Louis Faure ; VQ : Jacques Lavallée) : Robert Mazur / Bob Musella
- John Leguizamo (VF : Emmanuel Karsen ; VQ : Maël Davan-Soulas) : Emir Abreu
- Benjamin Bratt (VF : Maurice Decoster ; VQ : Pierre Auger) : Roberto Alcaino
- Diane Kruger (VF : Laura Blanc ; VQ : Catherine Proulx-Lemay) : Kathy Ertz
- Yul Vazquez (VF : Damien Ferrette ; VQ : Daniel Lesourd) : Javier Ospina
- Rubén Ochandiano (VF : Marc Perez ; VQ : Nicolas Charbonneaux-Collombet) : Gonzalo Mora Jr.
- Juliet Aubrey (VF : Danièle Douet ; VQ : Anne Bédard) : Evelyn Mazur
- Amy Ryan (VF : Brigitte Berges ; VQ : Mélanie Laberge) : Bonni Tischler
- Olympia Dukakis (VF : Cathy Cerda ; VQ : Johanne Garneau) : tante Vicky
- Joe Gilgun (VF : Thierry Kazazian ; VQ : Louis-Philippe Dandenault) : Dominic
- Saïd Taghmaoui (VF : Renaud Marx ; VQ : Renaud Paradis) : Amjad Awan
- Tom Vaughan-Lawlor (VF : Benjamin Pascal ; VQ : François Sasseville (acteur)) : Steve Cook
- Elena Anaya (VF : Barbara Delsol ; VQ : Annie Girard) : Gloria Alcaino
- Carsten Hayes (VF : Charles Borg ; VQ : Christian Perrault) : Rudy Armbrecht
- Jason Isaacs (VF : Jérôme Keen ; VQ : Patrick Chouinard) : Mark Jackowski
- Simón Andreu (VF : Gérard Darier ; VQ : Jean-Marie Moncelet) : Gonzalo Mora Sr.
- Daniel Mays (VF : Xavier Béja) : Frankie
- Nabil Massad (VF : Michel Voletti ; VQ : Yves Massicotte) : Nazir Chinoy
- Andy Beckwith (en) (VF : Charles Uguen) : Joe
- Michael Paré (VF : Éric Aubrahn ; VQ : Benoît Rousseau) : Barry Seal
- Leanne Best (en) (VF : Armelle Gallaud) : Alley, la serveuse du bowling
- Gino Picciano (VF : Mathieu Buscatto) : le banquier
- Barry Ashton (VF : Michel Voletti) : le juge
- Juan Cely (VF : Fred Colas) : l'informateur
- Art Malik (VF : Antoine Tomé) : Akbar Bilgrami
- Christian Contreras (VF : Benoît DuPac) : Lee Palmer

 Source et légende : version française (VF) sur RS Doublage

## Production

### Genèse et développement
Le scénario s'inspire de l’autobiographie The Infiltrator de Robert Mazur, un ancien agent infiltré dans les cartels de Colombie durant le « règne » de Pablo Escobar.
Le réalisateur Brad Furman a tenté de monter le projet pendant plusieurs années, en étroite collaboration avec la scénariste Ellen Brown Furman, qui n'est autre que sa mère. Robert Mazur raconte : « Ellen, ainsi que toutes les personnes impliquées dans le processus, ont été très respectueuses de l’esprit de toute cette histoire ».

### Attribution des rôles
Bryan Cranston a passé beaucoup de temps avec Robert Mazur pour préparer le rôle. L'acteur explique : « Vous pouvez vous faire une opinion assez rapide de Bob mais un homme qui a passé toutes ces années dans les eaux troubles de l’infiltration doit être très prudent. Il doit être réfléchi et méthodique avant de commencer à parler. Et Bob est comme ça : prudent. J’ai beaucoup appris en lisant son livre. Et plus encore, en passant du temps avec lui et en l’observant, voir ce dont est fait un homme qui est capable de vivre une quasi schizophrénie ».

### Tournage
Le tournage a eu lieu notamment en Floride (baie de Tampa, Palm Harbor), à San Diego, à Londres ou ses environs (Rivoli Ballroom, Copthorne Hotel, Waddesdon Manor, Wilton's Music Hall, Sheraton Skyline Hotel).

### Musique

#### Musique originale
La musique du film est composée par Chris Hajian (de).
Liste des titres
1. The Infiltrator - 0:52
2. Close Call - 1:47
3. Picking Up The Informant - 1:14
4. Setting Up Shop - 1:15
5. Chase The Money - 1:07
6. The Stakeout - 3:36
7. Dom Walks - 0:59
8. Ospina - 1:26
9. Don't F...This Up - 1:12
10. BCCI Panama - 2:01
11. My Clients Sell Cocaine - 1:53
12. I'm Being Followed - 1:25
13. So Who Is She? - 1:31
14. Surviving the Hit - 2:27
15. Santeria - 4:38
16. The Stars Are Aligning - 1:31
17. I Want More Money - 1:56
18. I'm Going To Introduce You To Don Pablo - 2:08
19. Escobar's Calling Card - 1:43
20. You've Made Your Decision, Now I've Made Mine - 1:06
21. Falsify Your Records - 2:21
22. That's Our Answer, The Wedding - 1:19
23. Are We Next? - 1:15
24. I'm Not Going Home - 0:55
25. The Raid - 3:43
26. Gloria's Plea - 1:40
27. Calm Before The Storm - 0:53
28. Here We Go - 1:14
29. The Wedding - 2:14
30. I'm Going To Miss Bob Musella - 2:43

#### Bande originale
Un autre album est commercialisé par Lakeshore. Il contient les chansons présentes dans le film.
Liste des titres
1. Tom Sawyer, interprété par Rush - 4:32
2. Kiss Off, interprété par Violent Femmes - 2:54
3. Lucky Lou, interprété par Jody Williams - 3:46
4. I'm Controlled By Your Love, interprété par Helene Smith - 3:05
5. Brothers on the Slide, interprété par Cymande - 4:09
6. I Can't Wait (Re-Record), interprété par Nu Shooz - 5:27
7. Am I A Good Man, interprété par Them Two - 3:08
8. Everybody Knows, interprété par Leonard Cohen - 5:33
9. Pusherman, interprété par Curtis Mayfield - 5:00
10. Heavy Loss, interprété par Motion CNTRL - 3:57
11. Que Nadie Sepa Mi Sufrir (Luke Moellman Remix), interprété par Liv Perkins - 2:46
12. Eminence Front, interprété par The Who - 5:40

## Sortie et accueil

### Critique
Sur l’agrégateur de critiques Rotten Tomatoes, il obtient 71% d'avis favorables pour 182 critiques et une note moyenne de 6,4⁄10. Le consensus suivant résume les critiques compilées par le site : « L'histoire convaincante basée sur des faits de The Infiltrator et son casting extrêmement talentueux sont souvent juste suffisants pour équilibrer son récit dérivé et son exécution parfois maladroite ». Sur Metacritic, il obtient une note moyenne de 66⁄100 pour 38 critiques.
Sur le site AlloCiné, qui recense 23 critiques de presse, le film obtient la note moyenne de 3,2⁄5
.

### Box-office
| Pays ou région    | Box-office      | Date d'arrêt du box-office | Nombre de semaines |
| ----------------- | --------------- | -------------------------- | ------------------ |
| États-Unis Canada | 15 436 808 $    | 6 octobre 2016             | 12                 |
| France            | 220 677 entrées | 10 octobre 2016            | 5                  |
| Mondial           | 20 217 659 $    | -                          | -                  |

## Article annexe
- Psychotrope au cinéma et à la télévision